# Leichtathletik-Europameisterschaften 1971/Diskuswurf der Frauen

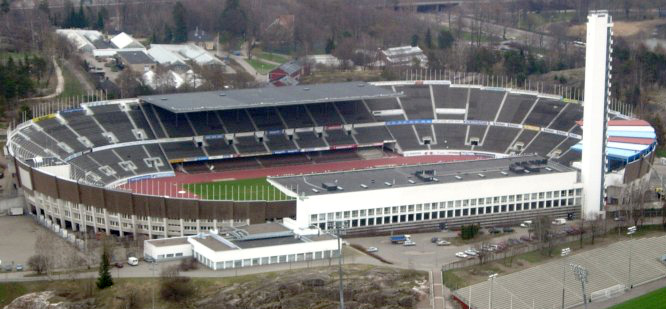
Das Olympiastadion von Helsinki im Jahr 2005

Der Diskuswurf der Frauen bei den Leichtathletik-Europameisterschaften 1971 wurde am 11. und 12. August 1971 im Olympiastadion von Helsinki ausgetragen.
Mit Gold und Bronze gingen zwei Medaillen an die Werferinnen aus der Sowjetunion. Europameisterin wurde Faina Melnik. Im Finale erzielte sie einen neuen Weltrekord. Auf den zweiten Platz kam die bisherige Weltrekordinhaberin und Olympiazweite von 1968 Liesel Westermann aus der Bundesrepublik Deutschland. Bronze ging an die Vizeeuropameisterin von 1969 Ljudmila Murawjowa.

## Rekorde

### Bestehende Rekorde
| Weltrekord           | 63,96 m | Liesel Westermann | Hamburg, BR Deutschland (heute Deutschland) | 27. September 1969 |
| Europarekord         | 63,96 m | Liesel Westermann | Hamburg, BR Deutschland (heute Deutschland) | 27. September 1969 |
| Meisterschaftsrekord | 59,24 m | Tamara Danilowa   | EM Athen, Griechenland                      | 19. September 1969 |

### Rekordverbesserungen
Die sowjetische Europameisterin Faina Melnik verbesserte den bestehenden Meisterschaftsrekord im Finale am 12. August um 4,98 m auf 64,22 m.

Damit stellte sie gleichzeitig einen neuen Weltrekord auf.

## Qualifikation
11. August 1971, 11:00 Uhr
Sechzehn Teilnehmerinnen traten zur Qualifikationsrunde an. Sieben Athletinnen (hellblau unterlegt) übertrafen die Qualifikationsweite für den direkten Finaleinzug von 55,00 m. Damit war die Mindestanzahl von zwölf Finalteilnehmerinnen nicht erreicht. Das Finalfeld wurde mit den fünf nächsten bestplatzierten Sportlerinnen (hellgrün unterlegt) auf zwölf Werferinnen aufgefüllt. So reichten für die Finalteilnahme schließlich 52,98 m.

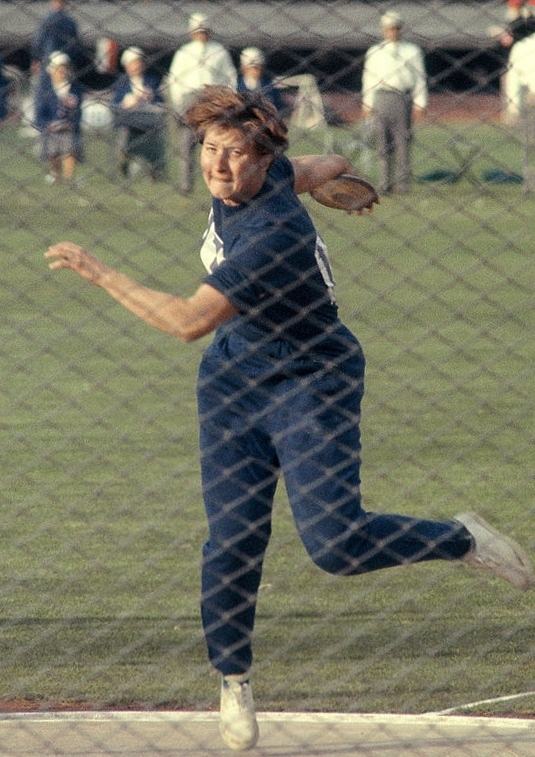
Die Olympiasiegerin von 1968 Lia Manoliu, die schon seit 1952 mit zahlreichen vorderen Platzierungen und Medaillen international dabei war, verpasste das Finale um einen Rang
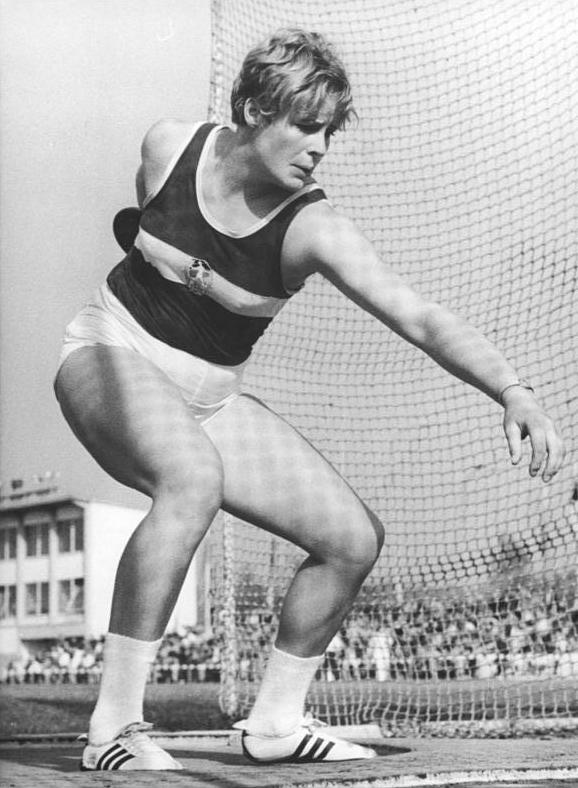
Karin Illigen schied mit 50,60 m in der Qualifikation aus

| Platz | Name                | Nation         | Weite (m) |
| ----- | ------------------- | -------------- | --------- |
| 1     | Tamara Danilowa     | Sowjetunion    | 57,52     |
| 2     | Ljudmila Murawjowa  | Sowjetunion    | 56,84     |
| 3     | Argentina Menis     | Rumänien       | 56,38     |
| 4     | Jolán Kleiber       | Ungarn         | 56,12     |
| 5     | Liesel Westermann   | BR Deutschland | 55,94     |
| 6     | Brigitte Berendonk  | BR Deutschland | 55,24     |
| 7     | Olimpia Cataramă    | Rumänien       | 55,16     |
| 8     | Faina Melnik        | Sowjetunion    | 54,58     |
| 9     | Judit Abaházi       | Ungarn         | 54,56     |
| 10    | Anni Mickler        | DDR            | 53,76     |
| 11    | Christine Spielberg | DDR            | 53,44     |
| 12    | Rosemary Payne      | Großbritannien | 52,98     |
| 13    | Lia Manoliu         | Rumänien       | 52,26     |
| 14    | Judit Bognár        | Ungarn         | 52,12     |
| 15    | Karin Illgen        | DDR            | 50,60     |
| 16    | Despina Kafenidou   | Griechenland   | 47,30     |

## Finale
12. August 1971, 17:00 Uhr

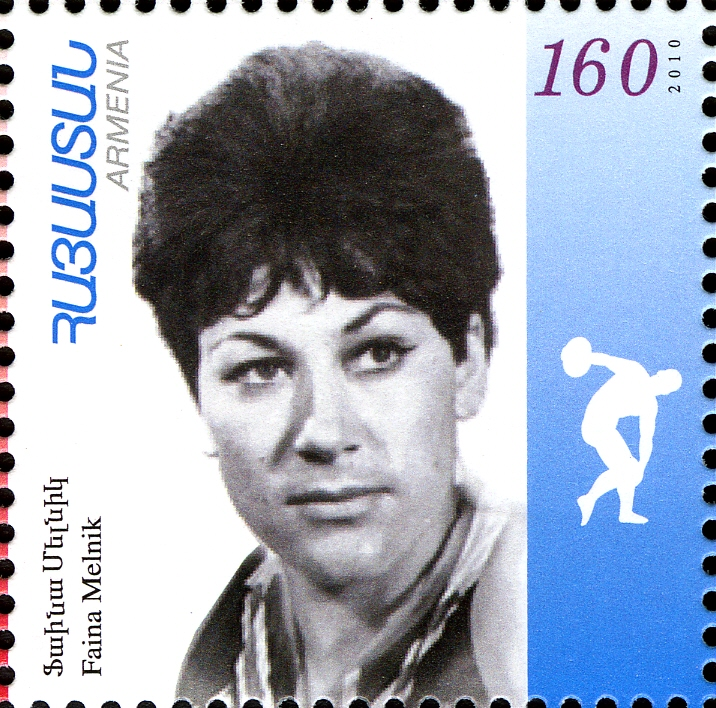
Europameisterin Faina Melnik – hier auf einer armenischen Briefmarke
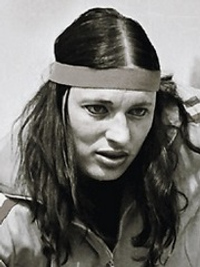
Argentina Menis erreichte Platz vier

| Platz | Name                | Nation         | Weite (m) |
| ----- | ------------------- | -------------- | --------- |
| 1     | Faina Melnik        | Sowjetunion    | 64,22 WR  |
| 2     | Liesel Westermann   | BR Deutschland | 61,68     |
| 3     | Ljudmila Murawjowa  | Sowjetunion    | 59,48     |
| 4     | Argentina Menis     | Rumänien       | 59,04     |
| 5     | Tamara Danilowa     | Sowjetunion    | 58,28     |
| 6     | Olimpia Cataramă    | Rumänien       | 57,22     |
| 7     | Anni Mickler        | DDR            | 57,00     |
| 8     | Christine Spielberg | DDR            | 56,20     |
| 9     | Jolán Kleiber       | Ungarn         | 55,06     |
| 10    | Brigitte Berendonk  | BR Deutschland | 54,48     |
| 11    | Judit Abaházi       | Ungarn         | 51,88     |
| 12    | Rosemary Payne      | Großbritannien | 50,20     |

Europameisterin Faina Melniks Würfe wiesen folgende Serie auf:

60,50 m – x – x – x – x – 64,22 m WR

## Video
- Diskus Liesel Westermann, Faina Melnik, Martina Hellmann. 1971 / 1983, youtube.com, abgerufen am 31. Juli 2022